# گاروتاکسا
گاروتاکسا (به اسپانیایی: La Garrocha) یک منطقهٔ مسکونی در اسپانیا است که در استان خیرونا واقع شده‌است. گاروتاکسا ۷۳۴٫۵ کیلومتر مربع مساحت و ۵۵٬۹۹۹ نفر جمعیت دارد.